# Первосвященник

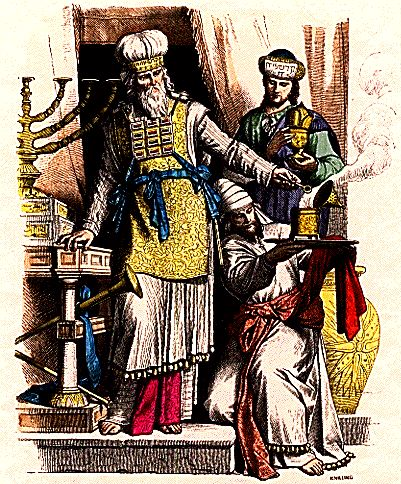

Первосвяще́нник (івр. הַכֹּהֵן הַגָּדוֹל — Коген гаҐадоль) — в юдаїзмі — священнослужитель (див. Коген), що очолював службу в скинії, потім у Першому і Другому Єрусалимському храмі. До первосвященників, як і до царів, застосовувався епітет машиах («помазаник», див. Месія), оскільки посвячення в цей сан супроводилося помазанням єлеєм (Лев. 4:3,5,16 і ін.).
У Біблії вперше згадується як первосвященник цар салимський Мелхиседек (Бут. 14:18). Пізніше, при виході з Єгипту, Бог вибрав Аарона, брата Мойсея, і лише його нащадки по чоловічій лінії мали законне право займати цей пост (як і бути священниками взагалі). Первосвященник часів царів Давида і Соломона Цадок був родоначальником династії первосвященників (Цадокіди), що займали цей пост (можливо, з перервами) аж до приходу до влади Хасмонеїв.
Інститут первосвященства перестав існувати з часів руйнування Другого Єрусалимського храму.
Первосвященником християни називають Ісуса Христа. У деяких богословських текстах первосвящениками називаються всіх християнських архиєреїв.
«Первосвященник з людей обраний, для людей поставляється на служіння Богові, щоб приносити дари і жертви за гріхи» (Євр. 5:1)